# تومي ليتل
تومي ليتل (بالإنجليزية: Tommy Little)‏ هو لاعب كرة قدم بريطاني (وحمل سابقاً جنسية المملكة المتحدة لبريطانيا العظمى وأيرلندا) في مركز الهجوم، ولد في 19 يونيو 1893 في المملكة المتحدة، وتوفي في 1927. لعب مع ستوك سيتي ونادي برادفورد بارك أفنيو ونادي ساوثيند يونايتد وIlford F.C. ‏.